# Додсон (Луизијана)
Додсон (енгл. Dodson) град је у америчкој савезној држави Луизијана.

## Демографија
По попису из 2010. године број становника је 337, што је 20 (-5,6%) становника мање него 2000. године.
| Група             | 2000.       | 2010.       |
| Белци             | 263 (73,7%) | 259 (76,9%) |
| Афроамериканци    | 80 (22,4%)  | 66 (19,6%)  |
| Азијати           | 0 (0,0%)    | 1 (0,3%)    |
| Хиспаноамериканци | 10 (2,8%)   | 4 (1,2%)    |
| Укупно            | 357         | 337         |